# Eleonora (córka Alfonsa II)
Eleonora portugalska (ur. ok. 1211, zm. 28 sierpnia 1231) – infantka portugalska, jedyna córka króla Portugalii Alfonsa II i księżniczki Urraki z Kastylii, królowa Danii.  

## Życiorys
Była żoną księcia duńskiego, a właściwie współkróla, Waldemara Młodszego (ogłoszonego współkrólem w Viborgu w 1215 r., a następnie koronowanego w 1218 r. w Szlezwiku przez swego ojca), syna Waldemara II i jego żony Dagmary. Ślub Eleonory i Waldemara Młodszego miał miejsce 24 czerwca 1229 r. O dalszym życiu Eleonory wiadomo, że zmarła w połogu w 1231 roku, a wkrótce potem zmarło jej nowonarodzone dziecko. W listopadzie tego samego roku zginął w wypadku podczas polowania w Refsnæs jej mąż, król Waldemar Młodszy (ur. 1209), nie doczekawszy się samodzielnego panowania. Ojciec przeżył go o 10 lat. Waldemar Młodszy i Eleonora zostali pochowani w kościele św. Benedykta w Ringsted. Grób Eleonory nie zachował się.